# Demi Lovato: Simply Complicated
Demi Lovato: Simply Complicated è un film documentario del 2017 diretto da Hanna Lux Davis.
La pellicola è incentrata sulla vita e carriera della cantante e attrice Demi Lovato. La regista aveva già diretto molti video musicali dell'artista. L'opera è stata distribuita come esclusiva YouTube a partire dal 17 ottobre 2017, nelle settimane successive rispetto alla pubblicazione dell'album Tell Me You Love Me della stessa Lovato. Nel dicembre successivo è stata pubblicata una director's cut del film per i clienti YouTube Premium: tale versione include 10 minuti supplementari.

## Trama

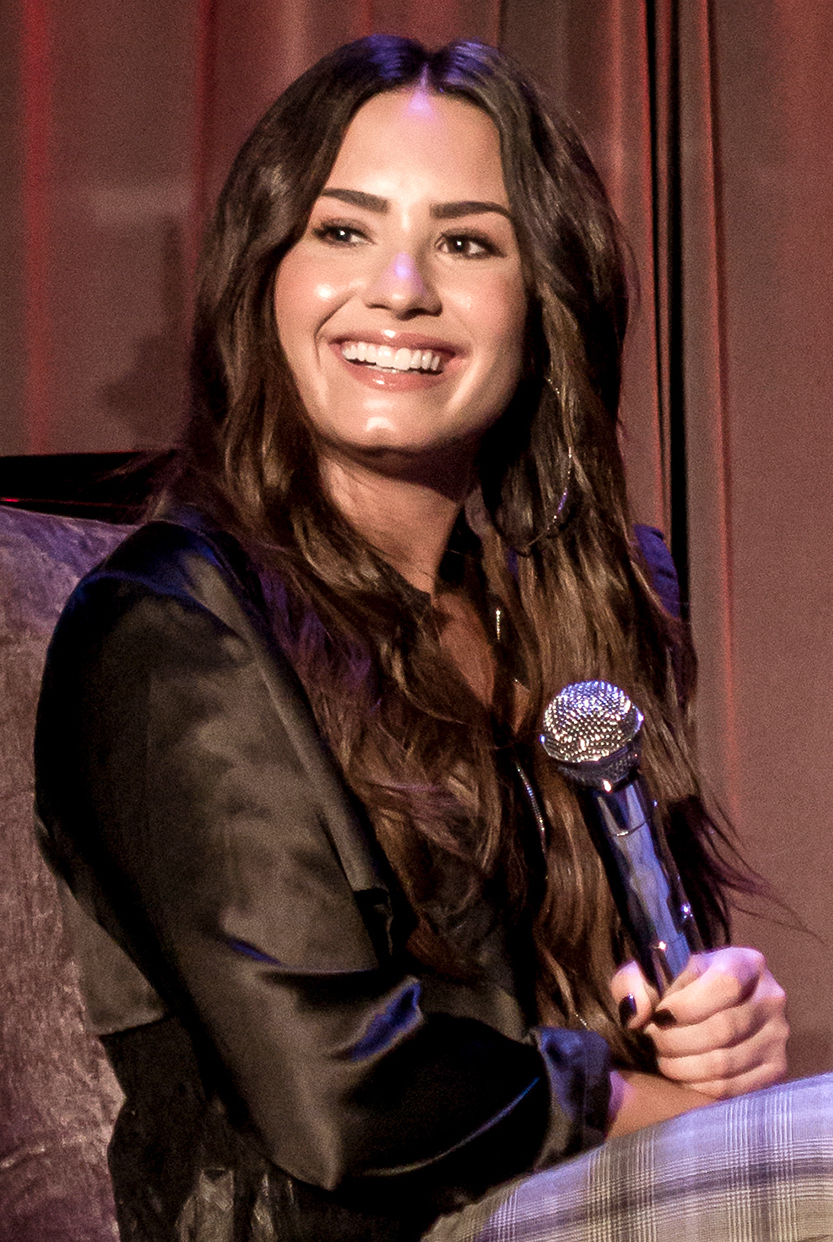
Demi Lovato, protagonista del documentario, nel 2017

Girato nel bel mezzo del processo creativo che ha portato alla pubblicazione del sesto album di Demi Lovato Tell Me You Love Me, il documentario illustra sia il processo di creazione del disco che la vita privata e il dietro le quinte di alcuni lavori precedenti dell'artista. Sul primo punto intervengono il manager Phil McIntyre e i produttori Jonas Jenberg e Oak Felder, oltre che la stessa Demi, illustrando ciò che ha portato al concept del disco e il processo di incisione delle varie tracce, inclusi momenti in cui Demi Lovato ha cantato i brani in studio. Sul secondo punto intervengono ancora Demi, sua madre, le sue sorelle Dallas e Madison, alcuni collaboratori di Disney Channel (Joe Jonas, Nick Jonas, Billy Ray Cyrus), il suo ex fidanzato Wilmer Valderrama, alcuni suoi amici tra cui la cantante Sirah. Demi e le altre persone intervistate raccontano dell'infanzia difficile di Demi divisa fra un padre abusivo e una madre, anche lei cantante, che voleva solo il meglio per lei.
L'attenzione si sposta poi sul debutto televisivo della Lovato in Barney & Friends, della sua successiva carriera di cantante e attrice di successo e dei problemi avuti con l'alcol e la droga. L'attenzione si sposta sulla lenta disintossicazione di Demi Lovato, sul suo ritorno in scena nel 2011 mentre aveva ancora alcuni problemi ma li celava completamente agli occhi del pubblico: l'artista ammette di aver girato un precedente documentario, Demi Lovato: Stay Strong, mentre questi problemi non erano completamente risolti, smentendo in questo modo gran parte del contenuto della precedente opera. L'artista definisce inoltre la performance del brano Give Your Heart A Break ad American Idol come l'ultima occasione in cui ha lavorato sotto l'influsso di sostanze, per poi riuscire a disintossicarsi completamente e a riprendere in mano la sua vita lavorativa e privata. Nei vari momenti della trattazione si parla inoltre della relazione con Valderrama, fra altri e bassi che hanno alla fine portato alla fine della storia d'amore.

## Riconoscimenti
- Candidatura come Best Music Documentary agli MTV Movie & TV Awards[3]
- Candidatura come Best Non Fiction agli Realscreen Awards[4]